# Aquilegia maruyamana
Aquilegia maruyamana là một loài thực vật có hoa trong họ Mao lương. Loài này được Kitam. mô tả khoa học đầu tiên năm 1953.